# Manfred Weissleder
Manfred Weissleder (* 29. Januar 1928 in Dortmund; † 26./27. Februar 1980 in Hamburg-Altona) war Gründer des Hamburger Star-Club.

Er erlernte den Beruf des Flugzeug- und Elektromechanikers. 1955 ging er als AEG-Monteur nach Hamburg, wo er zunächst als technische Hilfskraft arbeitete. Ende der 1950er Jahre fing er als Betriebselektriker auf dem Kiez an und arbeitete sich relativ schnell in der St.-Pauli-Hierarchie empor. 1962 gehörten ihm diverse Etablissements auf dem Paradieshof. 

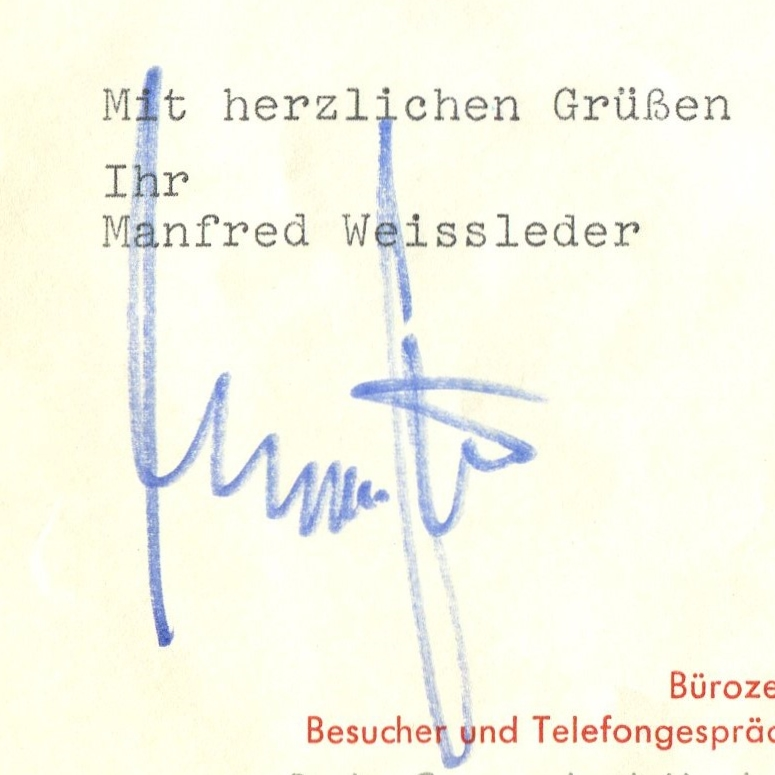
Signatur von Manfred Weissleder, 1967

 Als die Baubehörde für den Paradieshof einen Notausgang verlangte, entschloss sich Weissleder kurzerhand, das Stern Kino zu übernehmen und als Notausgang zu benutzen. Auf Vorschlag von Horst Fascher machte er daraus später einen Musikclub, den Star-Club.
1980 starb Manfred Weissleder an Herzversagen.